# 영안모자
영안모자는 경기도 부천시 오정구에 위치한 모자 생산업체이며, 자일대우버스와 OBS경인TV의 최대 주주이고 1984년 6월 1일 서울특별시 중구 청계천 4가에서 모자 70개로 출발하여, 주력 사업은 모자를 위주로 하고 있다. 회장은 백성학이며, 사장은 백승수이다. 영안모자는 현재 연간 모자 생산량 세계 1위이다. 본사 및 공장의 위치는 부천시 오정동 부천우편집중국과 OBS경인TV 맞은 편에 위치하여 있다.

## 역사
한국 전쟁 당시 평안북도 원산에 살고 있던 백성학은 주일학교 선생님의 심부름으로 원산만에 갔다가 1.4 후퇴 피난민 대열에 떠밀려 남하하는 배를 타게 되었고 10살 때 전쟁고아가 되었다. 그 때부터 백성학은 미군부대 하우스보이, 식당 종업원, 병원 청소부, 구두 닦이 등 닥치는 대로 일을 하였다. 새로운 일자리를 찾다가 우연히 모자 공장 직원으로서의 자리를 얻게 되었고 하루 18시간 이상 온갖 궂을 일을 해가며 모자 제조 기술과 점포 및 공장 관리를 배우게 되었다.
3년 뒤인 1959년 2월 5일, 19세의 백성학은 18만원의 자금으로 청계천 4가 개천가에 노점 형태의 모자점을 차리고 자립하였다.
1960년 당시 모자업계는 여름 한 철 몇 종류의 모자만으로 장사를 하고 있었지만 영안모자는 미국내 백화점 카달로그를 입수하여 일 년 내내 제품 개발에 열중하였고 당시 방한한 드와이트 아이젠하워 미국 대통령은 국내 모자 시장에 뜻하지 않은 바람을 불러 일으켰다. 아이젠하워와 수행원들의 복장이 일반 대중들에게 강한 인상을 남겼고 이를 계기로 챙이 작고 색상이 다양한 파나마 모자가 크게 유행하게 되면서 영안모자의 제품은 빠르게 팔려 나갔다. 그 뒤 5.16 군사정변이 일어나면서 국내 경기가 위축되었고 모자업계도 불황을 맞았다.
백성학은 전국을 돌며 폐업한 모자점의 재고품을 사들이는 한편, 천 등을 구입 하여 새로운 모델의 고급 제품 생산에 들어갔고, 때마침 내려진 수입금지 조치와 수많은 모자점의 폐업으로 시중에 모자가 동결되자 영안모자의 모자는 물건이 동이 나면서 다시 호황을 맞았다.
영안모자의 명성이 알려지면서 전국에 대리점 형태의 판매망이 형성되었고 영안모자는 모자 생산업체로 거듭 성장하였다. 1964년 가을 영안모자는 자사의 이미지 제고와 판매 확산을 위해 대한민국 의상업계에서는 처음으로 대중광고를 시작하였으며 의상 광고로는 대한민국에서 최초의 시도였다. 혼란스러운 시대임에도 유행의 흐름과 시대의 변화에 적극 대응하고 신제품 개발로 불황을 극복하면서 영안모자는 본 궤도에 올랐다.
미국으로부터의 주문이 많아지면서 1967년 제1공장 설립에 이어 1970년 초에 서울 강서구 화곡동에 제2공장을 지었다. 이 때 백성학은 미국 전 지역에 있는 백화점을 돌며 직접 주문을 받았으며 이로 인해 영안모자는 상당한 성과를 거두게 되었다. 그 해 영안모자는 수출고 15만 9000달러를 달성하였다.
1971년 11월에 강서구 화곡동에 제3공장을 준공하면서 대한민국 판매를 중단하고 수출에만 전념하게 된다. 그 무렵 백성학은 '영안(Young An)'이라는 고유 상표를 개발, 수입업자들의 상표 대신 모든 제품에 영안 고유의 상표를 붙일 수 있게 되었다. 영안 상표를 부착한 영안모자는 1975년에 이르러 약 15개국에 수출하게 된다.
1976년 11월에 제4공장을 준공하였고 1977년 9월에 제5공장 준공 및 제지 텍스공장, 플라스틱공장, 판지공장, 원단가공공장 등 계열 공장을 늘려 나가면서 모자 산업은 확산일로를 걷게 된다. 이러한 성장세를 바탕으로 영안모자는 1978년 12월 수출고 1000만달러를 넘었고 종업원도 1500여명으로 늘어나게 되었다.
2003년, 현재의 자일대우상용차를 인수하여 자일대우상용차의 대주주가 되었다.

## 계열사
- 자일자동차
- 알커뮤니케이션
- 다보텔레콤
- 호명관광
- 클라크
- 숭의학원(숭의여자대학교 ·  숭의여자고등학교 ·  숭의여자중학교 ·  숭의초등학교)
- 백학재단
- 영안상사
- 우리캐피탈렌터카
- 단성골드주얼리센터
- OBS경인TV/OBS 라디오(방송사)

## 본점 및 지점 현황
- 본점: 경기도 부천시 오정구 오정로 215 (오정동)
- 서울지점: 서울특별시 영등포구 양평로 11 (당산동5가)
- 홍천지점: 강원특별자치도 홍천군 홍천읍 생명과학관길 4
- 홍천제2지점: 강원특별자치도 홍천군 홍천읍 생명과학관길 52